# Kepler-5b
Kepler-5b é um dos cinco primeiros planetas descobertos pela sonda Kepler da NASA. É um Júpiter quente que orbita uma estrela subgigante que é mais massiva, maior e mais difusa do que o Sol. Kepler-5 foi marcado pela primeira vez como a localização de um planeta possivelmente em trânsito, e foi reclassificado como um Objeto de Interesse Kepler até observações de acompanhamento confirmaram a existência do planeta e muitas das suas características. A descoberta do planeta foi anunciada em uma reunião da American Astronomical Society, em 4 de janeiro de 2010. O planeta tem aproximadamente duas vezes a massa de Júpiter, e é cerca de 1.5 vezes maior. Também é quinze vezes mais quente que Júpiter. Kepler-5b orbita Kepler-5 a cada 3.5 dias, a uma distância de cerca de 0.051 AU (7.6 Gm).

## Histórico de observação

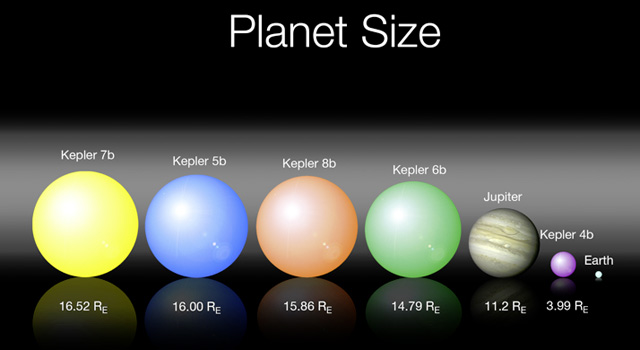
Representação artística do tamanho relativo dos cinco primeiros planetas descobertos pela sonda Kepler comparados com Júpiter e a Terra.

Nos primeiros dias da sonda Kepler em atividade científica revelou uma série de eventos de trânsito, em que algum corpo (como um planeta) atravessa na frente e, portanto, escurece, sua estrela-mãe. Tais objetos foram retirados do catálogo de entrada Kepler e reclassificados como Objetos de Interesse Kepler. Kepler-5 foi um desses objetos de interesse, e foi dada a designação KOI-18.
Depois foram criados os parâmetros estelares, a equipe científica do Kepler criou modelos que se enquadram para garantir que o evento de trânsito de Kepler-5 não era um falso positivo, como uma estrela binária eclipsando. Uma vez que a natureza planetária de Kepler-5b fosse criada, a equipe do Kepler procurou ocultação do planeta por trás da sua estrela, na esperança de encontrar a temperatura do seu lado durante o dia. Eles encontraram as duas temperatura, e foram capazes de definir a temperatura de equilíbrio do planeta. O uso das imagens de manchas utilizando [[óptica adaptativa no Observatório WIYN no Arizona e no Observatório Palomar, na Califórnia isolado a luz da estrela de Kepler-5 das estrelas do fundo.
O uso da Fibre-fed Echelle Spectrograph (FIES) no Nordic Optical Telescope nas Ilhas Canárias em 4 de junho de 2009, desde os dados que foram utilizados para determinar a classificação estelar da estrela. O Observatório W. M. Keck usando o espectrômetro Echelle de alta resolução (HIRES), em 3 a 6 de junho de 2009 e 2 a 4 de julho de 2009, determinou medições de velocidade radial para a estrela, que ajudaram a definir melhor os parâmetros estelares.
Kepler-5 tem como considerado pela equipa Kepler, o potencial para utilização no estudo de planetas em condições extremas; sua alta temperatura, tamanho grande, e curto período orbital contribui para as condições mencionadas acima. As descobertas da equipe Kepler, que também incluiu planetas como Kepler-4b, Kepler-6b, Kepler-7b e Kepler-8b, foram anunciados na reunião 215 da American Astronomical Society, de 4 de janeiro de 2010.

## Estrela hospedeira
Kepler-5 é uma subgigante na constelação de Cygnus que se espera que em breve se esgote o estoque de hidrogênio no núcleo e iniciar a fusão de hidrogênio na região em torno do núcleo. A estrela tem 1.374 vezes mais massa que o Sol (outro modelo sugere que Kepler-5 tem uma massa de 1.21 vezes a do Sol), embora seja mais difusa em 1.793 vezes o raio do Sol. Metalicidade da estrela é medida como [Fe/H] = 0.04, o que significa que Kepler-5 tem 1.10 vezes mais ferro que o Sol.
A magnitude aparente da estrela é de 13.4, o que significa que não pode ser vista a olho nu.

## Características
Kepler-5b é um Júpiter quente com massa de 2.114 vezes maior que a de Júpiter e um raio de 1.431 vezes o raio de Júpiter. Isto também significa que Kepler-5b não é muito densa. A densidade medida do planeta é de 0.894 g/cm3, menos do que a da água pura e só comparável a densidade de Saturno, que é de aproximadamente 0.69 g/cm3. O planeta tem uma temperatura de equilíbrio de 1.868 K, tornando-se quinze vezes mais quente que Júpiter.
Kepler-5b orbita sua estrela-mãe a cada 3.5485 dias, a uma distância média é de 0.05064 AU. Além disso, com uma inclinação orbital de 86.3º, Kepler-5b orbita Kepler-5 quase na borda com respeito à Terra. Em comparação, o planeta Mercúrio orbita o Sol a uma distância de .387 AU a cada 87.97 dias.